# Action du 27 février 1941
Théâtre d'Asie du Sud-Est de la Guerre du Pacifique
Batailles
- Action du 27 février 1941
- Action du 8 mai 1941
- Bataille entre le Sydney et le Kormoran
- Raids japonais de 1942
- Occupation japonaise des îles Andaman
- (Massacre de Homfreyganj)
- Bataille de l'île Christmas
- Raid sur Ceylan (Raid du dimanche de Pâques)
- Mutinerie des îles Cocos
- Bataille de Madagascar
- Ralliement de La Réunion
- Opération Creek
- Groupe Monsun
- Action du 13 novembre 1943
- Action du 11 janvier 1944
- Action du 14 février 1944
- Raid japonais de 1944
- Action du 17 juillet 1944

- 1940
- 1941
- 1942
- 1943
- 1944
- 1945

L' action du 27 février 1941 a été une seule bataille navale entre le croiseur HMS Leander de la Royal New Zealand Navy et le croiseur auxiliaire Ramb I de la Regia Marina. Cela a commencé lorsque Leander a ordonné à un cargo sans pavillon de s'arrêter pour une inspection. Le cargo éleva les couleurs italiennes et engagea Leander qui coula Ramb I peu de temps après. La plupart des membres de l'équipage italien ont été secourus et emmenés sur atoll Addu, puis à Ceylan (aujourd'hui Sri Lanka). Leander a ensuite patrouillé vers le sud pour enquêter sur la présence d'autres pillards commerciaux.

## Contexte

### Campagne d'Afrique de l'Est
En janvier 1941, les forces britanniques ont avancé simultanément du Soudan et du Kenya vers l'Érythrée, l'Abyssinie et la Somalie italienne, alors que la Royal Navy bloquait et bombardait les ports italiens. Le port de Kismaayo dans la Somalie italienne a été occupé le 14 février et seize navires italiens et allemands y ont été coulés ou capturés, à l'exception d'un navire. Merka et Mogadiscio sont occupées le 25 février et plusieurs centaines de marins marchands alliés sont libérés. Alors que les forces alliées se rapprochaient de Massaoua, la flottille italienne de la mer Rouge a reçu l'ordre de s'échapper et de se réfugier vers des ports amis. Un groupe de navires italiens composé du navire colonial Eritrea et des croiseurs auxiliaires Ramb I et Ramb II a tenté d'opérer comme des pillards de commerce en route vers le Japon. L'escadre italienne a réussi à échapper au blocus britannique le 20 février et s'est dispersée dans l'océan Indien, Ramb I se dirigeant vers les Indes orientales néerlandaises.

### HMS Leander
Le HMS Leander était le leader de la classe Leander de croiseurs légers. Il possédait quatre paires de canons de 152 mm , quatre canons de 100 mm, trois quadruple mitrailleuses anti-aériennes Vickers de 12,7 mm et de deux quadruples tubes lance-torpilles de 533 mm. Leander avait également un blindage de 25 mm sur ses tourelles et son pont et de 76 mm sur ses soutes à munition.

### Ramb I
Ramb I était un croiseur auxiliaire, un navire marchand adapté au service naval et dépourvu de protection blindée. Il était armé de deux canons de 120 mm et huit mitrailleuses anti-aériennes de 13,2 mm. Ramb I était plus lent que Leander, avec une vitesse maximale de 18,5 nœuds. Le navire avait quitté Suez le 10 juin 1940 pour Massaoua sur la côte de la mer Rouge, d'où le navire effectuait de courtes croisières le long de la côte de l'Érythrée mais était principalement utilisé pour la défense anti-aérienne du port. Alors que les troupes britanniques et du Commonwealth s'approchaient du port, Ramb I et Coburg (un cargo allemand), se sont échappés de Massaoua dans la nuit du 20 au 21 février 1941 et sont passés dans le golfe d'Aden. Un navire a été aperçu près de l'île de Socotra au large de la Corne de l'Afrique, mais il a été considéré comme un endroit trop dangereux pour attaquer.

## Prélude

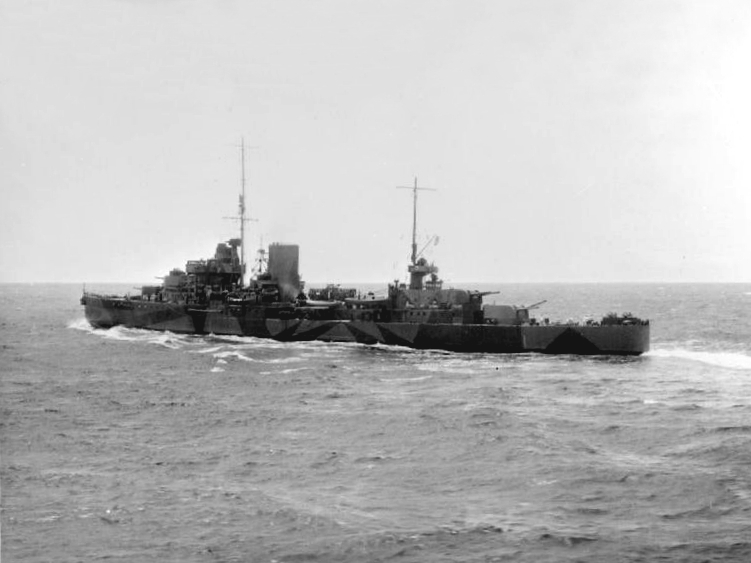
HMNZS Leander

Agissant sur les rapports de pillards commerciaux présents dans la zone, Leander s'est détaché du convoi US 9 au large de Bombay le 22 février. Passant à l'ouest des îles Laquedives et Maldives, vers une zone de patrouille à l'ouest du One and a Half Degree Channel. À 7 heures du matin le 27 février, Leander naviguait vers l'est, à environ 28 milles marins au nord de l'Équateur et à 320 milles marins (590 km) à l'ouest des Maldives. Le capitaine, Robert Bevan a changé de cap vers le nord pour se diriger vers One and a Half Degree Channel (en), car la nouvelle de la capture de Mogadiscio avait été reçue par radio la veille. Les navires italiens, ayant quitté le port, auraient pu naviguer le long de cette route pour l'Extrême-Orient.

## Action
À 10 h 37, un navire a été aperçu devant et Leander a augmenté sa vitesse à 23 nœuds, s'approchant progressivement du navire. Un canon a été vu sur le gaillard d'avant du navire et la silhouette du navire ressemblait à un bananier italien de la classe Ramb . Leander lui a envoyé l'ordre de s'identifier dix minutes plus tard, le navire a hissé un pavillon marchand britannique. Lorsqu'on lui a ordonné de donner ses lettres de signalisation, le navire a hissé quatre lettres qui ne figuraient pas dans les livres de signalisation britanniques. Leander ne recevant aucune autre réponse, il a maintenu son cours et sa vitesse. Une équipe d'embarquement se tenait prêt et a envoyé l'ordre de s'arrêter instantanément mais aucune réponse n'a encore été reçue. Quelques minutes plus tard, le navire a hissé le pavillon marchand italien et a fait feu sur Leander. Le croiseur était à portée du navire et une cible facile pour ses canons et ses torpilles. À 11 h 53, le navire italien a ouvert le feu et trente secondes plus tard, Leander a répondu. Le tir italien était imprécis et on a estimé qu'environ trois obus seulement ont été tirés de chaque canon.

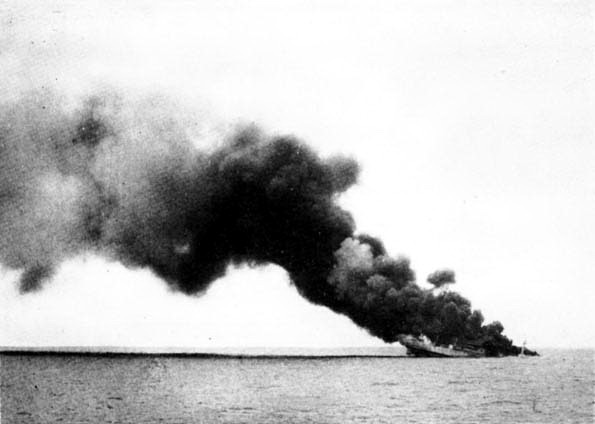
Ramb I coulant, le 27 février 1941.

Quelques éclats d'obus ont frappé Leander, qui a tiré cinq salves en une minute, puis a cessé de tirer pour observer les résultats. Leander a fait le signal du drapeau "Est-ce que vous vous rendez?". Le drapeau marchand s'est abaissé et l'équipage a commencé à abandonner le navire. Leander avait touché le navire à plusieurs reprises dans la partie avant et un feu s'était déclaré, visible à travers un grand trou de la coque. Un bateau a été abaissé de Leander avec une équipe d'arraisonnement pour tenter de sauver le navire et deux canots de sauvetage ont été vus en train de quitter le navire alors que des hommes sautaient par-dessus bord ou descendaient sur le côté. Un officier italien dans l'eau a appelé l'équipe d'arraisonnement à ne pas s'approcher du navire, car il brûlait et était chargé de munitions. Le feu se propageait et une grande explosion eu lieu, le navire s'inclinant. Il y a eu une autre explosion et cinq minutes plus tard, le navire a coulé sous un nuage de fumée noire. Leander a récupéré l'équipe d'embarquement et les canots de sauvetage italiens, tout en s'éloignant.

## Conséquences
Un marin italien avait été tué par des obus au cours de l'engagement ; le capitaine italien, dix officiers et 92 marins ont été secourus, dont un homme grièvement blessé, quatre légèrement blessés. L'homme gravement blessé est mort en chirurgie pendant l'après-midi et a été enterré au coucher du soleil. Les prisonniers ont dit que Ramb I avait été gravement endommagé par les obus et que l'ordre d'abandonner le navire avait été donné. Leander se dirigea vers l'est et arriva à l'Atoll Addu le lendemain matin. Les prisonniers italiens ont été transférés sur le pétrolier Pearleaf avec un garde armé de dix-neuf grades et un officier. Le navire faisait pour Colombo (Ceylan - aujourd'hui Sri Lanka). Leander a été envoyé pour enquêter sur les indications de radiogoniométrie sans fil selon lesquelles les navires de l'Axe se trouvaient à proximité du banc Saya de Malha, à plusieurs centaines de kilomètres au sud-est des îles Seychelles et au nord-est de Madagascar. Coburg et Ketty Brovig, un pétrolier norvégien, ont été repérés au sud-est des Seychelles par un avion d'observation de HMAS Canberra et les deux navires ont été sabordés quand Canberra et Leander les ont approchés.